# 609 TCN
609 TCN là một năm trong lịch La Mã.